# Sidi M'hamed Benaouda
Sidi M'hamed Benaouda (em árabe: سيدي بن عودة) é uma comuna localizada na província de Relizane, Argélia. De acordo com o censo de 2008, a população total da cidade era de 6 500 habitantes.